# Franck Obambou
Franck Perrin Obambou (né le 26 juin 1995 à Libreville au Gabon) est un joueur de football international gabonais, qui évolue au poste de défenseur central.

## Biographie

### Carrière en club
Il joue 20 matchs au sein du championnat du Venezuela lors de la saison 2013-2014. En 2017, il signe en faveur du club algérien de l'ES Sétif.

### Carrière en sélection
Franck Obambou joue son premier match en équipe du Gabon le 8 septembre 2015, en amical contre la Zambie (match nul 1-1).
Il participe ensuite au championnat d'Afrique des nations 2016 organisé au Rwanda. Lors de cette compétition, il inscrit un but contre la Côte d'Ivoire (défaite 4-1).
En janvier 2017, il est retenu par le sélectionneur José Antonio Camacho afin de disputer la Coupe d'Afrique des nations 2017 qui se déroule au Gabon.